# François de La Rochefoucauld
Pour les autres personnalités du même nom, voir Maison de La Rochefoucauld.
François VI, deuxième duc de La Rochefoucauld, prince de Marcillac, pair de France, né le 15 septembre 1613 à Paris (paroisse Saint-Honoré) et mort le 17 mars 1680 dans la même ville (paroisse Saint-Sulpice), est un écrivain, moraliste, mémorialiste et militaire français du XVIIe siècle. Il fait partie du mouvement littéraire du classicisme et est surtout connu pour ses Maximes. Bien qu'il n'ait publié officiellement que ses Mémoires et ses Maximes, sa production littéraire est dense.

## Biographie
Appartenant à l'une des plus illustres familles de la noblesse française, François VI de la Rochefoucauld, alors prince de Marcillac, naît rue des Petits-Champs, dans le centre de Paris, le 15 septembre 1613 et il est baptisé dans l'église Saint-Honoré (aujourd'hui détruite) le 4 octobre 1613.
En 1628, le prince épouse sa cousine Andrée de Vivonne, riche héritière de la baronnie de la Châtaigneraie,. Il reçoit la baronnie d'Ardelay en dot.
À l'âge de 16 ans (le 1er mai 1629), le jeune La Rochefoucauld succède  à son oncle Benjamin de La Rochefoucauld, comte d'Estissac, en tant que mestre de camp du régiment d'Estissac. Son père François est gouverneur du Poitou.
Très jeune, le prince de Marcillac se mêle activement à toutes les intrigues de l'époque et prend part aux complots de Gaston de France et de la duchesse de Chevreuse contre le cardinal de Richelieu. Sa vie se voit dès lors ponctuée de disgrâces ; arrêté puis emprisonné à La Bastille pendant huit jours, il opte pour l'exil et se retire sur ses terres. À la mort de Richelieu (1642), il revient à la cour. Le cardinal Mazarin succède à Richelieu, mais l'animosité ne s'étiole pas. Le roi meurt en 1643. La reine Anne d'Autriche assume la régence pour son fils Louis XIV et garde le cardinal Mazarin comme premier ministre.
Nonobstant ses bravades, le prince de Marcillac est fait maréchal de camp le 19 mai 1646. Pendant la Fronde, il prend le parti de la révolte nobiliaire encouragé par sa maîtresse la duchesse de Longueville, princesse du sang, la propre sœur du Grand Condé. Leur fils né pendant le siège de la capitale sera nommé Charles-Paris, la capitale française étant sa marraine.
À la mort de son père en 1650, il prend le titre de duc de La Rochefoucauld, qu'il est le deuxième à porter. Blessé à plusieurs reprises au combat, il évitera de peu la cécité.
Assagi, c'est alors que, dans son château de Verteuil en Angoumois, il rédige ses « Mémoires » qu'il consacre à la régence d'Anne d'Autriche et qui sont publiés sans son autorisation à Cologne en 1662. Le scandale le pousse à désavouer son œuvre. Il publia lui-même sa propre édition en 1665. Jouissant de la faveur de Louis XIV, il se consacre à la réflexion. En 1661, il est fait chevalier des ordres du Roi.
Il fréquente dès lors les salons des « honnêtes gens » et se lie d'amitié avec la marquise de Sévigné, la marquise de Sablé et plus particulièrement avec la comtesse de La Fayette. Cette dernière et lui se côtoient tous les jours, et la comtesse comprend alors les états d'âme du duc, aussi bien d'amant trompé que du fait des intrigants de la Fronde (?). Tout le porte au mépris de l'humanité et à la misanthropie.
Ses réflexions successives l'amèneront à publier un ouvrage inédit en 1665 : les Réflexions ou sentences et maximes morales (communément nommé « Maximes »), ponctué d'aphorismes philosophiques.
La Rochefoucauld s'éteindra après avoir reçu l'extrême-onction des mains mêmes de Bossuet.

### Participation aux salons
La Rochefoucauld fit partie du salon de Madeleine de Sablé, membre de la coterie de Rambouillet. Il s'était consacré dans la solitude à l’écriture de ses mémoires alors que la fréquentation des salons lui servit pour la composition de ses fameuses Maximes. En 1662, la publication de ses mémoires par les Elzeviers causa du trouble dans le petit monde des salons. Beaucoup de ses amis furent profondément blessés et il se hâta d’en nier l’authenticité. Trois ans plus tard, il publia sans son nom les Maximes, qui l’établirent d’un coup parmi les plus grands hommes de lettres. À peu près à la même époque commença son amitié avec Marie-Madeleine de La Fayette (1655), qui dura jusqu’à la fin de sa vie. Les aperçus que nous avons de lui proviennent surtout des lettres de Marie de Sévigné et, bien qu’elles montrent son agonie souffrant de la goutte, sont généralement plaisantes. Il avait un cercle d’amis dévoués dans les salons et à la cour (Simon Arnauld de Pomponne…) ; il était reconnu comme un moraliste et un écrivain de la plus haute valeur et il aurait pu entrer à l’Académie française sur demande.
Son fils, François, prince de Marcillac, auquel il avait donné un peu avant sa mort ses titres et honneurs, bénéficia d’une position supérieure à la cour.
Comme la plupart de ses contemporains, il voyait la politique comme un jeu d’échecs. Les Maximes forment une dénonciation inlassable de toutes les apparences de vertu.
Jean de La Fontaine lui a dédié sa fable no XI, située dans le premier recueil des Fables de La Fontaine : L'Homme et son image.

### Carrière militaire
À 16 ans, en mai, il prend la place de maître de camp à son oncle Benjamin de la Rochefoucauld. Ses exploits militaires l'amènent à intégrer la Cour de la reine Anne d'Autriche dont il devient le chevalier servant. Il part faire la guerre lors de la guerre de Trente Ans.

### La Fronde
Face à la volonté de Richelieu d'instaurer un régime absolutiste, le duc de La Rochefoucauld ne cache pas son hostilité ouverte envers le cardinal, qui le fait embastiller puis exiler dans ses terres de Verteuil. C'est dans une grande désillusion qu'il apprend qu'il ne sera pas récompensé par le nouveau cardinal Mazarin, malgré ses nombreux services rendus à la reine. Ce dernier espérait en effet obtenir plus rapidement le titre de duc afin de recevoir les Honneurs du Louvre, et le privilège du tabouret pour sa femme.
Se sentant humilié, il rejoint la Fronde aux côtés de Louis II de Bourbon-Condé. Il avouera plus tard s'y être engagé plus par recherche de gloire que par réel intérêt. Il assiège la ville de Cognac avec ses alliés, depuis leur base de Bordeaux mais ils se heurtent aux troupes royales. Pour son implication dans sa révolte, le cardinal Mazarin fait raser son château de Verteuil considérant François VI comme un traître.
Le duc de La Rochefoucauld est gravement blessé au cours d'un combat au faubourg Saint-Antoine. En voulant ravitailler la capitale, il reçoit un coup de mousquet en plein visage. Il finit par s'exiler en Flandre puis revient finir sa vie en Angoumois, malgré une santé fragile.

### Unions et descendance

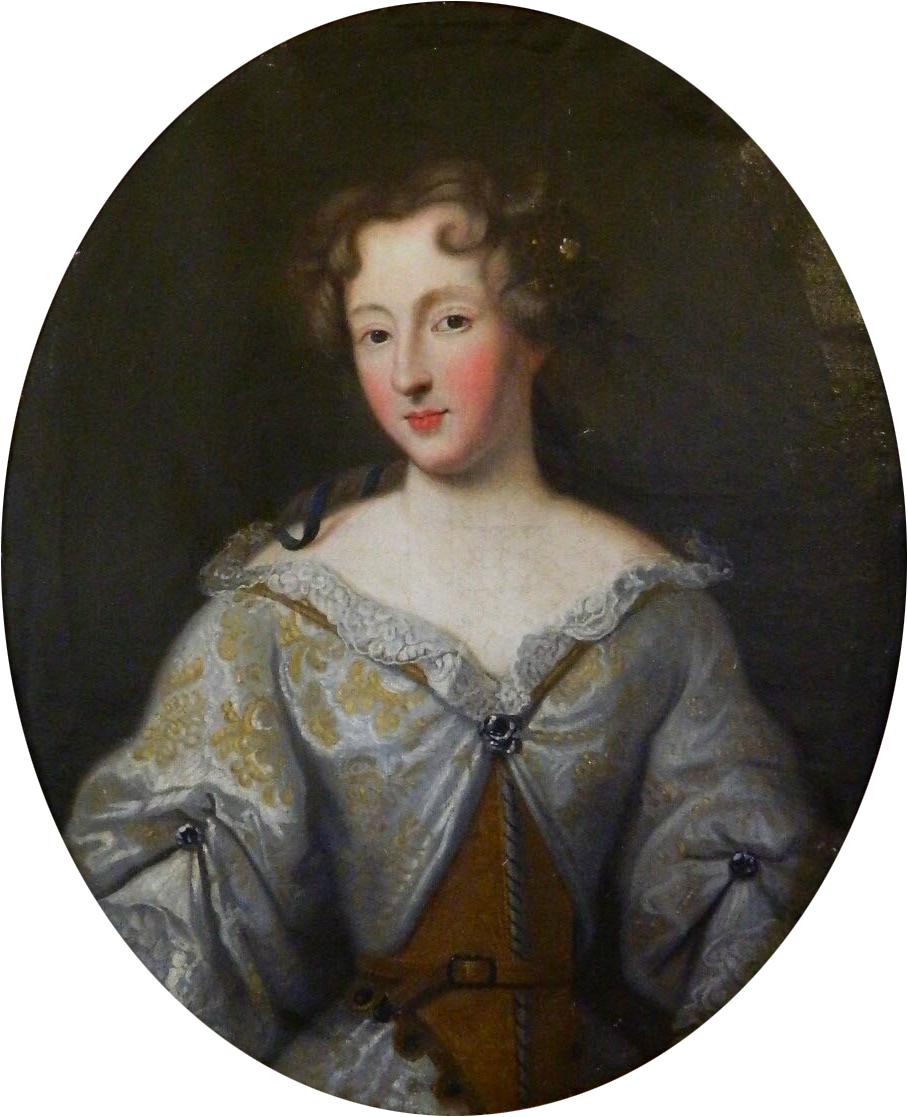
Andrée de Vivonne

François VI de La Rochefoucauld épouse le 20 janvier 1628, à Mirebeau-sur-Bèze, à l’âge de 15 ans, Andrée de Vivonne  (1612-1670), fille et unique héritière d'André de Vivonne, baron de la Châtaigneraie et grand fauconnier de France, et de Marie-Antoinette de Loménie. Huit enfants naîtront de cette alliance :
1. François VII de la Rochefoucauld, 3ème duc de La Rochefoucauld, prince de Marsillac, marquis de Guercheville, baron de Verteuil, marquis de Liancourt, pair de France, grand veneur de France (Paris, 15 juin 1634 - Versailles, 11 janvier 1714), marié en 1658 avec Jeanne Charlotte du Plessis Liancourt, sa cousine, fille et unique héritière d'Henri du Plessis, comte de La Roche-Guyon, et d'Anne Elisabeth de Lannoy. Dont postérité ; aujourd’hui, les branches de sa descendance sont : les ducs de La Rochefoucauld, les ducs de La Roche Guyon, les ducs d’Estissac et les princes de La Rochefoucauld-Montbel.
2. Charles de la Rochefoucauld, chevalier de Malte, abbé commendataire de l'abbaye de Molesme (22 septembre 1635 -  19 novembre 1691) ;
3. Marie Catherine de la Rochefoucauld, sans alliance, dite Mademoiselle de La Rochefoucauld (22 février 1637 - 5 octobre 1711) ;
4. Henriette de la Rochefoucauld , sans alliance, dite Mademoiselle de Marsillac (15 juillet 1638 - Paris, 3 novembre 1721) ;
5. Françoise de la Rochefoucauld, sans alliance, dite Mademoiselle d'Anville (9 août 1641 - Paris, 22 mars 1708) ;
6. Henri Achille de la Rochefoucauld, dit abbé de Marsillac, chevalier de Malte, abbé de Fonfroide, de Beauport, de La Chaise-Dieu (8 décembre 1642 - Paris, 19 mai 1698) ;
7. Jean-Baptiste de la Rochefoucauld, officier de cavalerie, dit chevalier de Marsillac (19 août 1646 - juin 1672) ;
8. Alexandre de la Rochefoucauld, docteur en théologie, dit abbé de Verteuil, abbé de Beauport, de Molesme, prieur de Notre-Dame de Bonne Nouvelle de Rouen (avril 1655 - 16 mai 1721)[13].

En 1637, il se lie avec Mademoiselle de Chevreuse, Marie de Rohan. Il s'est rapproché d'Anne d’Autriche dont il devient le confident.
En 1645, il tombe amoureux de la sœur du prince de Condé, la duchesse de Longueville, connue pour être proche des frondeurs.
Il aura un fils de cette union, Charles-Paris d'Orléans Longueville (1649-1672), reconnu généreusement par le duc Henri II d'Orléans-Longueville
Il était aussi proche de Mademoiselle de Scudéry, de Madame de Sablé et de Mademoiselle de Montpensier.

### Publications
- François de La Rochefoucauld, Mémoires, Elzevier, 1662 ;
- François de La Rochefoucauld, Réflexions ou sentences et maximes morales, Paris, 1665.
- Réflexions ou sentences et maximes morales, cinquième édition, Paris, Claude Barbin, 1678. augmentée de plus de cent nouvelles maximes.

#### Éditions de référence
- Réflexions ou sentences et maximes morales et réflexions diverses, édition établie et présentée par Laurence Plazenet, Honoré Champion, 2002.